# Rohrbach-Steinberg
Rohrbach-Steinberg är en tidigare kommun i Österrike. Den ligger i kommunen Hitzendorf i förbundslandet Steiermark, 150 km sydväst om huvudstaden Wien.  Kommunen blev en del av Hitzendorf i samband med kommunreformen i Steiermark 1 januari 2015.
Kommunen bestod av två orter (Ortschaften) (inom parentes invånarantal 1 januari 2024):
- Rohrbach (829)
- Steinberg (678)